# Ilhas da Decepção

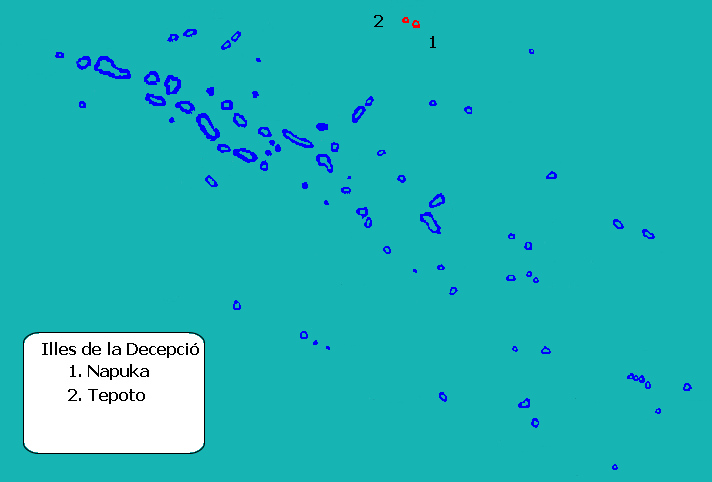
Localização das Ilhas da Decepção em Tuamotu

As Ilhas da Decepção ou Ilhas da Desilusão (em francês Îles du Désappointement) são um grupo de dois atóis de Tuamotu, na Polinésia Francesa. São os atóis de Napuka e Tepoto do Norte, situados a norte do arquipélago. Em ocasiões inclui-se no grupo o atol Puka-Puka, mais afastado, isolado e culturalmente diferenciado.

## Demografia
As Ilhas da Decepção são escassamente povoadas, sendo os habitantes maioritariamente nativos polinésios. De acordo com o censo de 2002, a população das ilhas é a seguinte:
- Tepoto do Norte: 54 hab.
- Napuka: 257 hab.
- Puka-Puka: 197 hab.

## Administração
Administrativamente as Ilhas da Decepção fazem parte da comuna de Napuka que inclui a comuna associada de Tepoto do Norte.

## História
O primeiro europeu a chegar às Ilhas da Decepção foi o inglês John Byron em 1765, sendo estas as primeiras que ele encontrou no Pacífico, mas por não conseguir desembarcar chamou a este grupo de Disappointement Islands (Ilhas da Decepção).